# Abell 1882
Abell 1882 – gromada galaktyk znajdująca się w konstelacji Panny. W trakcie analizy danych zebranych w przeglądzie Sloan Digital Sky Survey zidentyfikowano ponad 300 galaktyk należących do tej gromady.
Przesunięcie ku czerwieni gromady Abell 1882 wynosi z=0,138. W przyszłości gromada ta ostatecznie utworzy masywną gromadę galaktyk podobną do Gromady Warkocza Bereniki. Zdjęcie wykonane przez Obserwatorium Gemini ukazało pochodzące z co najmniej trzech oddzielnych grup galaktyk gromady rozciągnięte obszary promieniowania rentgenowskiego.
Pomiary przesunięcia ku podczerwieni ponad 90 galaktyk należących do gromady Abell 1882 wykonane przez zespół astronomów korzystających ze spektrometru GMOS-S zainstalowanego na teleskopie Gemini South pozwoliły na potrojenie znanych danych gromady. Porównując dane kinematyczne z symulacjami komputerowymi zespół astronomów oszacował masę gromady na 200 bilionów mas Słońca. Zespół astronomów wykazał również, że za około 2 miliardy lat Abell 1182 przyjmie postać gromady podobnej do Gromady Warkocza Bereniki.
W przeciwieństwie do odległych od nas gromad (o wysokiej wartości przesunięcia ku czerwieni), które w odległej przyszłości zapadną się tworząc bardzo masywne gromady, Abell 1882 przekształci się w bardzo typową gromadę galaktyk. Badanie tego typu obiektów umożliwia astronomom poznanie procesu narodzin typowych gromad galaktyk. Ponieważ Abell 1882 znajduje się stosunkowo blisko, umożliwia prowadzenie dokładniejszych badań niż w przypadku odległych gromad.